# Chris Opie
Pour les articles homonymes, voir OPIE.
Christopher "Chris" Opie, né le 22 juillet 1987 à Truro, est un coureur cycliste britannique.

## Biographie
Chris Opie naît le 22 juillet 1987 à Truro dans les Cornouailles en Angleterre.
Membre de l'équipe UK Youth de 2012 à 2013, il intègre en 2014 l'équipe Rapha Condor JLT puis l'équipe continentale anglaise ONE en 2015.

## Palmarès
- 2008[1]
  - 3e étape du Tour de la province d'Anvers
- 2010
  - 4e et 5e étapes du Tour de Libye
  - Grand Prix of Al Fatah
- 2011
  - 3e étape du Totnes-Vire Stage Race
- 2012
  - Perfs Pedal Race
  - 1re étape du Tour of Jämtland
  - 2e du Beaumont Trophy
- 2013
  - 1re étape du Tour of the Reservoir
  - 2e du Tour of the Reservoir
- 2014
  - 3e de l'Otley Grand Prix
- 2015
  - 2e étape de la Totnes-Vire Stage Race
  - Stockton Grand Prix
  - 2e de la Perfs Pedal Race
  - 2e de l'East Midlands International Cicle Classic
  - 3e de la Totnes-Vire Stage Race
  - 3e du Chepstow Grand Prix
- 2016
  - 2e étape du Tour de Corée
  - Ronde van Midden-Nederland :
    - Classement général
    - 1re (contre-la-montre par équipes) et 2e étapes

  - 2e de l'Arnhem Veenendaal Classic
- 2017
  - Perfs Pedal Race
  - Redditch Criterium
  - 3e du Stockton Grand Prix

## Classements mondiaux
| Année           | 2010 | 2011 | 2012 | 2013   | 2014 | 2015 | 2016 | 2017 | 2018   |
| --------------- | ---- | ---- | ---- | ------ | ---- | ---- | ---- | ---- | ------ |
| UCI Africa Tour | 15e  |      |      |        |      |      |      |      |        |
| UCI Asia Tour   |      |      |      |        |      |      | 231e |      |        |
| UCI Europe Tour |      | nc   | 877e | 1 073e | 659e | 364e | 189e | 819e | 1 791e |